# Scare Glow
Scare Glow, izmišljeni lik iz popularne Mattelove franšize Gospodari svemira. Sablasni duh koji se nalazi u Skeletorovoj službi kao jedan od njegovih Zlih ratnika. Prikazan je kao kostur sa čvrstim tijelom čije kosti sjaje fluorescentnim sjajem. Ta svjetlost može preplašiti čak i najhrabrije ratnike.
Prvo pojavljivanje na televizijskom ekranu doživio je 2021. godine u Netflixovoj animiranoj seriji Gospodari svemira: Otkriće, u kojoj mu je glas posudio glumac Tony Todd.

## Povijest lika
Scare Glow je zli duh iz druge dimenzije kojeg je prizvao zli gospodar uništenja Skeletor kako bi mu pomogao u borbi protiv Herojskih ratnika predvođenih He-Manom. Svojom pojavom unosi strah u one koji ga susretnu, a taj strah se pojačava svjetlošću koja isijava iz njega. Često ga se prikazuje u suradnji s zlim ratnikom i majstorom borilačkih vještina, Ninjorom.

## Originalni mini stripoviGospodari svemira
Prvi put se pojavljuje 1987. godine u stripu "Potraga za Keldorom" (The Search for Keldor), u kojem ga Skeletor priziva iz druge dimenzije. Istodobno priziva i Ninjora te obojicu šalje u napada na kralja Randora, Čarobnicu i princa Adama, koji pokušavaju otvoreti vremenski portal kako bi pronašli što se dogodilo s Randorovim davno nestalim bratom Keldorom.

## Televizijska adaptacija lika

### Gospodari svemira: Otkriće (2021. - ....)
U Netflixovom animiranom serijalu Gospodari svemira: Otkriće iz 2021. godine prikazan je kao vladar podzemnog svijeta Subternije, koji stanovnici Eternije smatraju paklom. Pokušao je zavarati i spriječiti prolaz Teeli, Andri, Robotu, Orku i Man-At-Armsu kroz Subterniju, ali nije uspio u tome. Kasnije se pridružio božanskom Skele-Godu u borbi protiv He-Mana i Herojskih ratnika, ali je bio poražen te je pobjegao u svoje podzemno kraljevstvo. U novoj sezoni pod nazivom Gospodari svemira: Revolucija (2024.), ponovno se sukobio s He-Manom, ali je i toga puta bio poražen.

## Sposobnosti, oružje i moći
Može svjetliti u mraku i prestraviti svoje suparnike do te mjere da ih nakratko paralizira. Oružje mu je Kòsa propasti.